# Дизайн високого рівня
Дизайн високого рівня – поняття, що використовується для характеристики архітектури, яка буде використовуватися для створення програмного продукту. Архітектурна схема являє собою огляд всієї системи, виявлення основних компонентів, які будуть розроблені для продуктів і їх інтерфейсів.
ДВР використовує від можливих нетехнічних до технічних термінів, які повинні бути зрозумілими для адміністраторів системи. На відміну від низького рівня дизайну, який додатково розкриває логічну детальну конструкцію кожного з цих елементів для програмістів.

## Призначення
- Попередній дизайн — на попередніх етапах розробки програмного забезпечення необхідно визначити розмір проекту та визначити ті частини проекту, які можуть бути ризикованими або зайняти багато часу.
- Загальний огляд дизайну. — по мірі того, як проект продовжується, необхідно представити огляд того, як різні підсистеми та компоненти системи збігаються.

В обох випадках дизайн високого рівня повинен мати повний перегляд всієї системи, розбиваючи її на більш дрібні деталі, які легше зрозуміти. Для мінімізації витрат на обслуговування в якості розробчих доходів і дизайну нижнього рівня, дизайн високого рівня розробляють лише в тій мірі, необхідної для задоволення цих потреб.

## Документ дизайну високого рівня
High-level design document або HLDD додає необхідні деталі до поточного опису проекту, щоб представляти придатну модель для кодування. Цей документ містить діаграму архітектури високого рівня, що відображає структуру системи, таку як архітектура бази даних, архітектуру додатків (рівні), потоки програм (навігацію), архітектуру безпеки та архітектуру технології.

## Огляд дизайну
Дизайн високого рівня забезпечує огляд системи, продукту, послуги або процесу.
Такий огляд допомагає підтримувати компоненти, сумісні з іншими.
Дизайн найвищого рівня повинен коротко описати всі платформи, системи, продукти, послуги та процеси, від яких залежить, і включати будь-які важливі зміни, які потрібно внести.
Крім того, слід коротко розглянути всі значні комерційні, правові, екологічні, безпечні, безпечні та технічні ризики, проблеми та припущення.
Ідея полягає в тому, щоб стисло окреслити кожну робочу область, явно делегувавши право власності на більш детальну проектну діяльність, а також заохочувати ефективну співпрацю між різними проектними групами.
Сьогодні більшість дизайнерів високого рівня вимагають внесків від ряду експертів, що представляють багато різних професійних дисциплін.
Нарешті, кожен тип кінцевого користувача повинен бути ідентифікований у дизайні високого рівня, і кожен дизайн повинен приділяти належну увагу споживачу.